# Stojanka Novaković
Stojanka Novaković (serbisk kyrilliska: Стојанка Новаковић), artistnamn Stoja (Стоја), född 4 juni 1972 i Zrenjanin, dåvarande Jugoslavien, är en serbisk turbofolk- och popsångerska.
Hon släppte sitt första album, Kako je meni sada, 1998 genom Lazarević Productions. Senare valde hon att släppa sina album genom Grand Production, Lepa Brenas skivbolag.
"Ćiki, Ćiki", en av hennes stora hits, var också hennes första singel. År 2000 vann hon pris som Bästa Sångerska i Serbien och 2005 blev hon Årets Sångare i Bosnien och Hercegovina.
Stoja bor i Belgrad med sin son Milan.

## Diskografi
- Kako je meni sada (1998)
- Ćiki, ćiki (1999)
- Samo (2000)
- Evropa (2002)
- Samo idi (2003)
- Starija (2004)
- Metak (2006)
- Best hits (2007)
- Do Gole Kože (2008)